# Tigréens
Les Tigréens (en tigrinya : ተጋሩ), aussi appelés Tegréens ou Tigrayans, sont des résidents de la Corne de l'Afrique, qui vivent dans la partie nord de l'Éthiopie. Il existe également une importante diaspora, notamment aux États-Unis et en Italie. Ils parlent le tigrinya et sont chrétiens orthodoxes éthiopiens.

## Ethnonymie
Selon les sources et le contexte, on observe différentes formes : Tegreñña, Tigrai, Tigray, Tigre.

## Démographie
Les Tigréens représentent environ 6,1 % de la population éthiopienne et sont en grande partie de petits agriculteurs qui vivent dans de petits villages communautaires. Ils sont également principalement chrétiens et membres de l'Église orthodoxe éthiopienne tewahedo (environ 96%), avec une petite minorité de musulmans sunnites, catholiques et protestants. Les centres urbains tigréens se trouvent dans la région du Tigré dans des villes comme Mekele, Adwa, Axum, Adigrat, et Shire et en Érythrée à Asmara et Keren. Les populations de Tigréens se trouvent également dans d’autres grandes villes éthiopiennes comme la capitale Addis-Abeba et Gondar ainsi qu’à l’étranger aux États-Unis.

## Langues
Ils parlent le tigrinya, une langue sémitique qui est l'une des langues officielles de l'Érythrée et, en Éthiopie, celle de la région du Tigray.
4 320 000 locuteurs du tigrinya ont été dénombrés en Éthiopie lors du recensement de 2007 et quelque 6 915 000 tous pays confondus.

## Culture

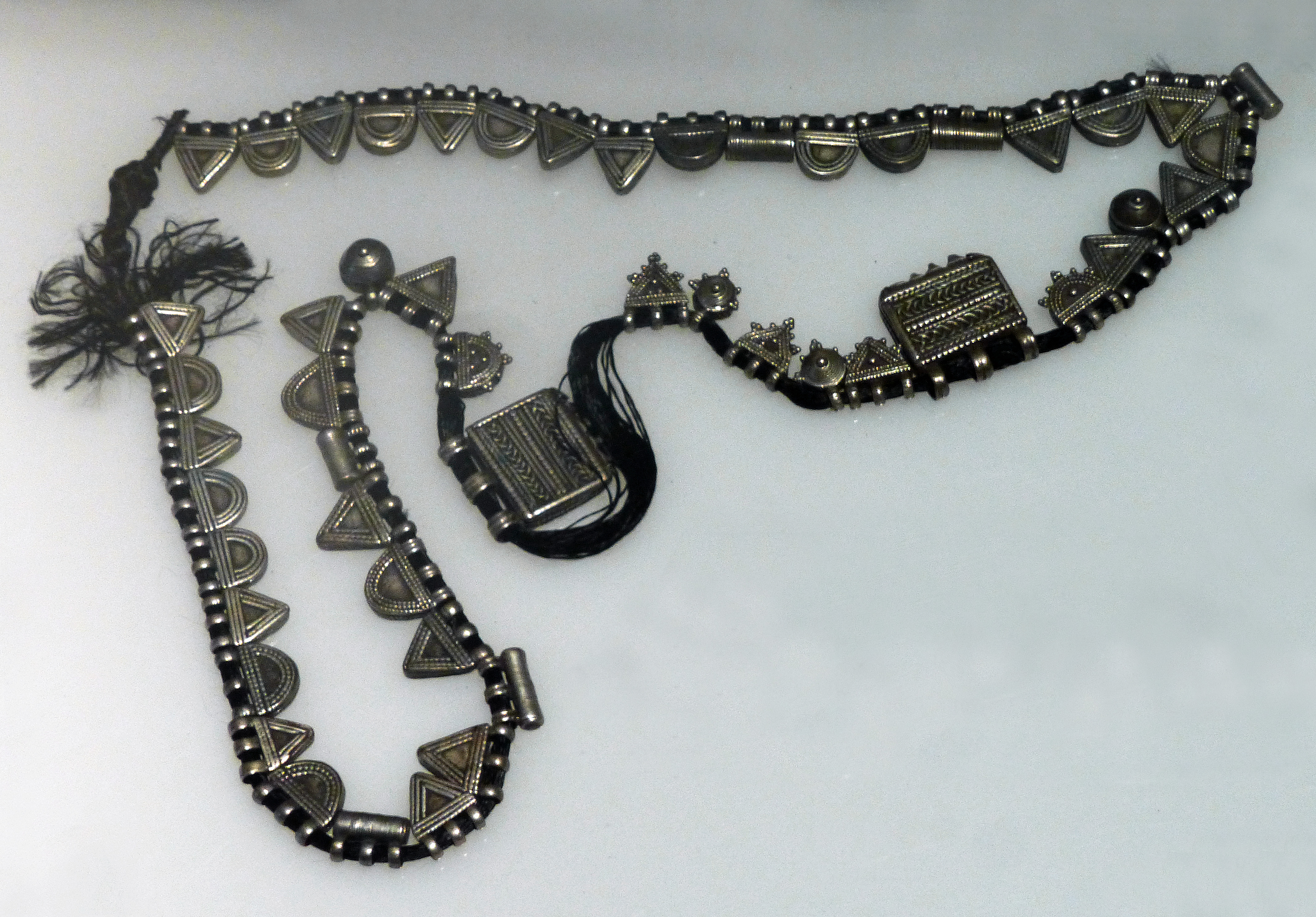
Collier tigréen en argent.

## Religion
| Religion             | Recensement de 1994 | Recensement de 2007 |
| -------------------- | ------------------- | ------------------- |
| Chrétiens orthodoxes | 95,5%               | 95,6%               |
| Musulmans            | 4,1%                | 4,0%                |
| Catholiques          | 0,4%                | 0,4%                |